# Arthistoricum.net

Logo von arthistoricum.net

Arthistoricum.net – Fachinformationsdienst Kunst – Fotografie – Design (Eigenschreibweise arthistoricum.net) ist ein modular aufgebautes Internetportal für die kunsthistorische Forschung und Lehre. Es umfasst Text- und Bildquellen sowie wissenschaftlich relevante Informationen zeit- und medienübergreifend vom Mittelalter bis zur Gegenwart.

## Geschichte
Arthistoricum.net wurde 2005 bis 2010 von der Deutschen Forschungsgemeinschaft (DFG) als gemeinsames Projekt der Bibliothek des Zentralinstitut für Kunstgeschichte in München und der Universitätsbibliothek Heidelberg in Zusammenarbeit mit dem Institut für Kunstgeschichte der Ludwig-Maximilians-Universität München (LMU) sowie weiteren Partnern betrieben. Seit Frühjahr 2006 ist das Portal online.
Nach Ablauf der DFG-Förderung wurde beschlossen, die bislang getrennt präsentierten Angebote der Virtuellen Fachbibliothek für Gegenwartskunst und Arthistoricum.net – Virtuelle Fachbibliothek Kunstgeschichte zum 1. Januar 2012 in einer gemeinsamen virtuellen Fachbibliothek Kunst unter dem Namen Arthistoricum.net zu vereinen. Damit ist erstmals eine übergreifende Recherche zum gesamten kunsthistorischen Themenspektrum möglich: beginnend bei der mittelalterlichen und neueren Kunstgeschichte der Länder Europas und der von Europa beeinflussten Kunst in den USA, Kanada und Australien, zeitlich durchgehend von der frühchristlichen Epoche bis 1945 – vereint im Sondersammelgebiet Kunstgeschichte; daran anschließend fortgeführt mit der gesamten Geschichte der Kunst ab 1945 der Länder Europas und Nordamerikas als Bestandteile des Sondersammelgebiets Zeitgenössische Kunst.

## Betreiber
Nachdem sich zu diesem Zeitpunkt das Zentralinstitut für Kunstgeschichte in München aus dem Projekt zurückgezogen hat – wird Arthistoricum.net seit 1. Januar 2012 in Zusammenarbeit mit dem Institut für Kunstgeschichte der Ludwig-Maximilians-Universität München (LMU) (Lehrstuhl Hubertus Kohle) von folgenden Partnern betrieben:
- Sächsische Landesbibliothek – Staats- und Universitätsbibliothek Dresden (SLUB)
- Universitätsbibliothek Heidelberg

## Angebote
Zu den Angeboten von Arthistoricum.net gehören unter anderen:
- Zugriff auf Recherchetools wie
  - artlibraries.net – Virtueller Katalog Kunstgeschichte: Metasuchmaschine für internationale Fachbibliothekskataloge und Datenbanken
  - OLC-SSG Kunst- und Kunstwissenschaft: Datenbank zum Nachweis von Aufsätzen aus kunsthistorischen Zeitschriften
- Zugriff auf Publikationplattformen zur Kunstgeschichte nach den Grundsätzen des Open Access, wie zum Beispiel Art-Dok, eJournals, Art-Book
- Kunstform: Kunsthistorische Rezensionszeitschrift im Internet
- Themenportale u. a. zur Historie der Kunstgeschichte, zur Photographie, Architektur als Medium, Kunst auf Papier, Gartenkunstgeschichte, zu Auktionskatalogen aus den Jahren 1930–1945, Comics und Karikaturen
- Zugriff auf digitalisierte Quellen.